# Serra Gaúcha

Cascata do Caracol, em Canela.

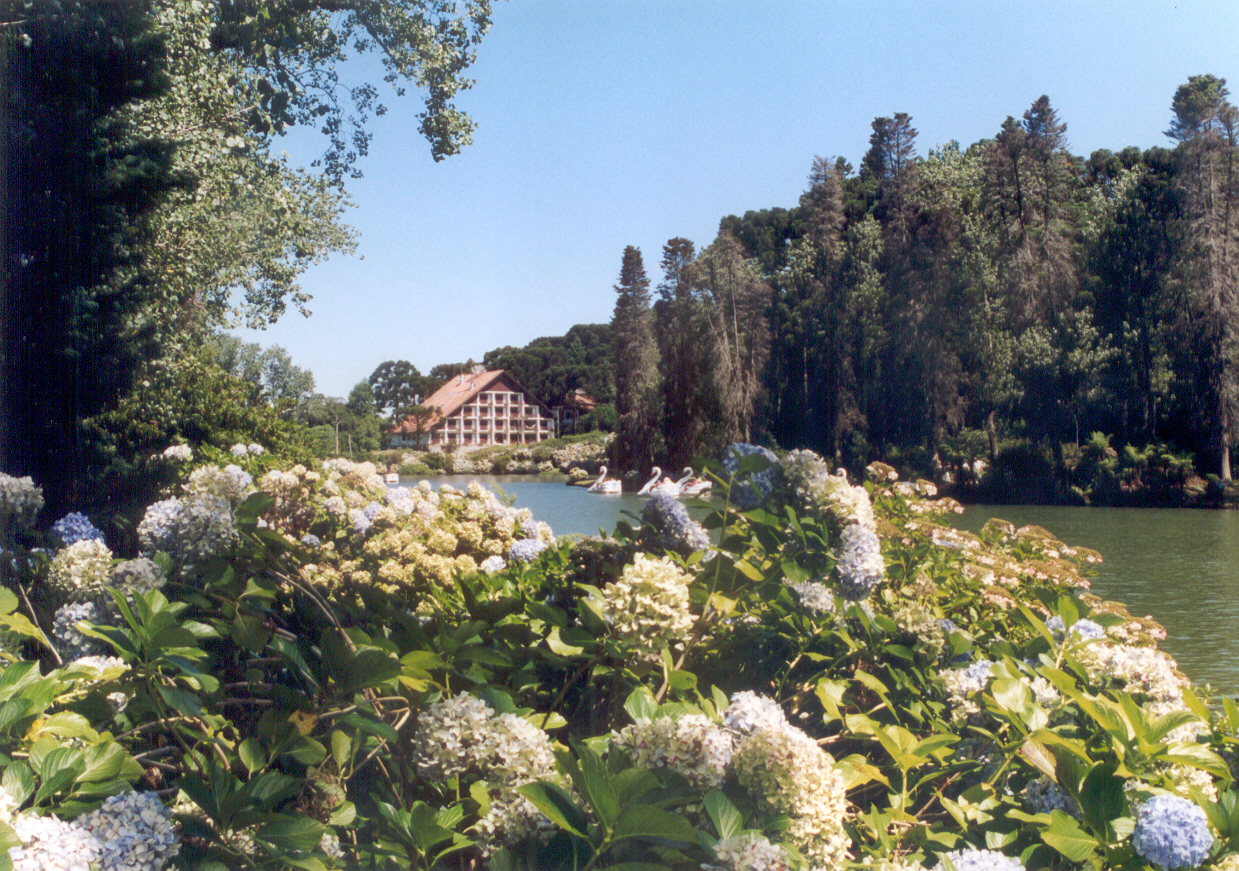
Hortênsias no Lago Negro, em Gramado.

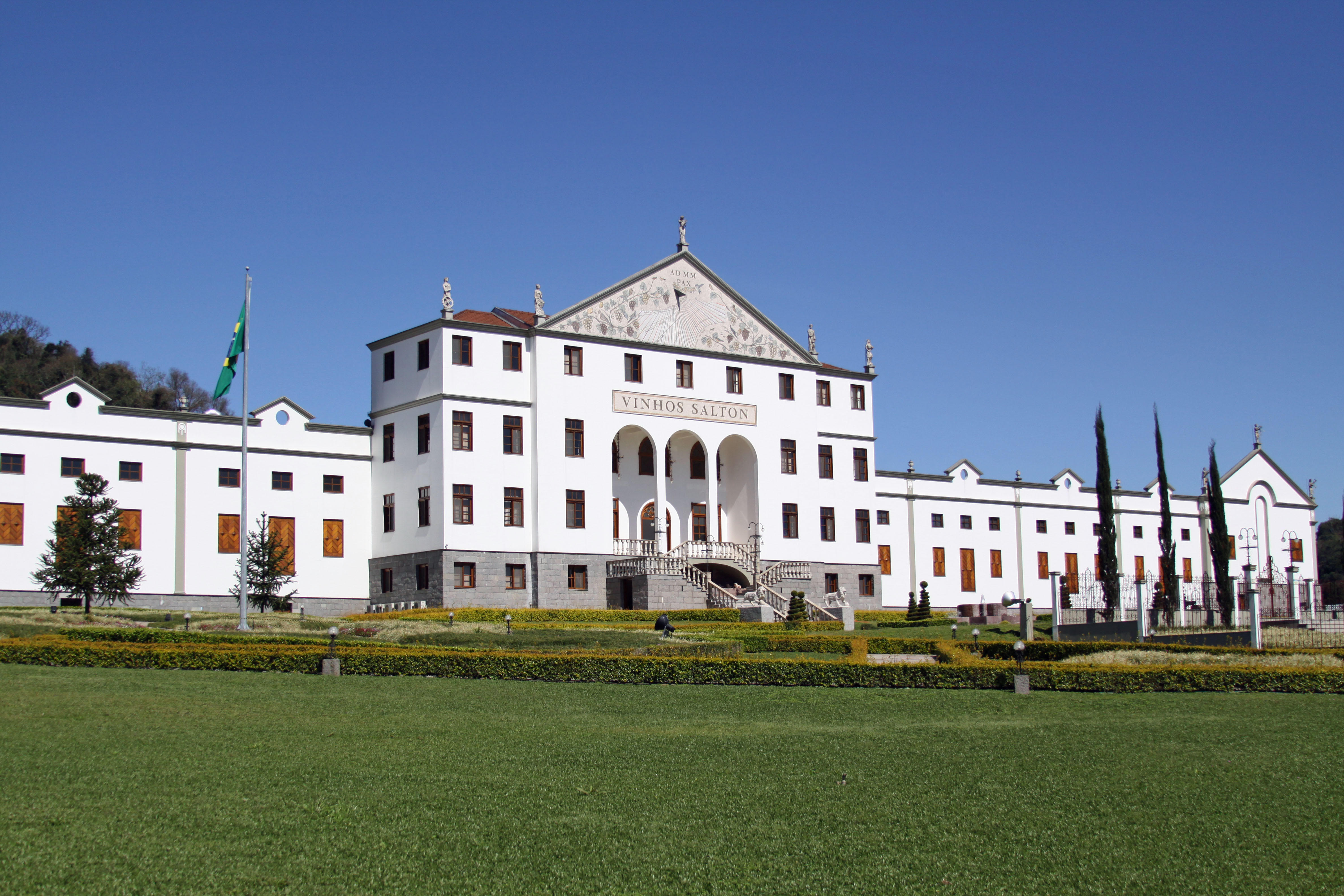
Sede da vinícola Salton, em Bento Gonçalves.

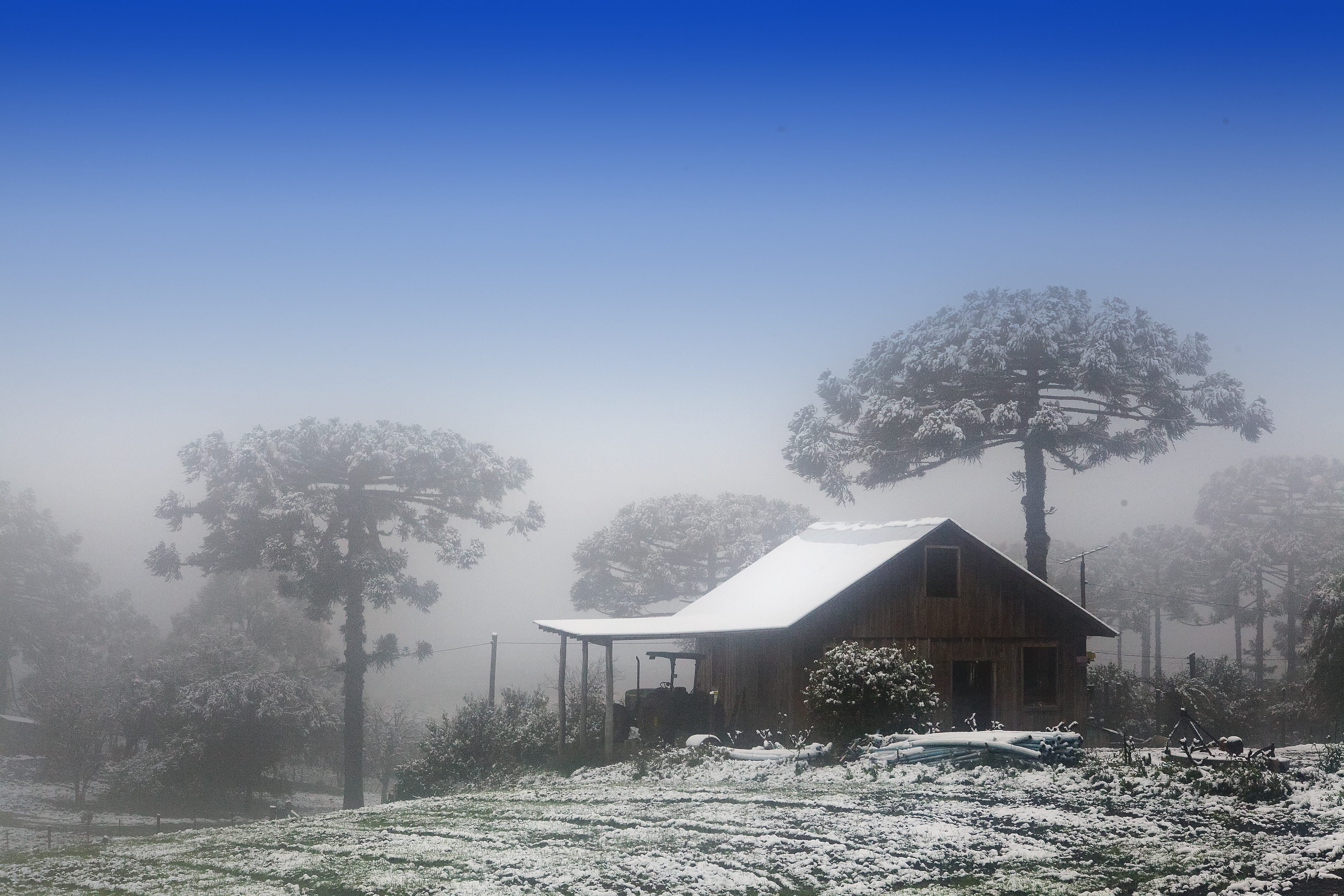
Neve, em Caxias do Sul.

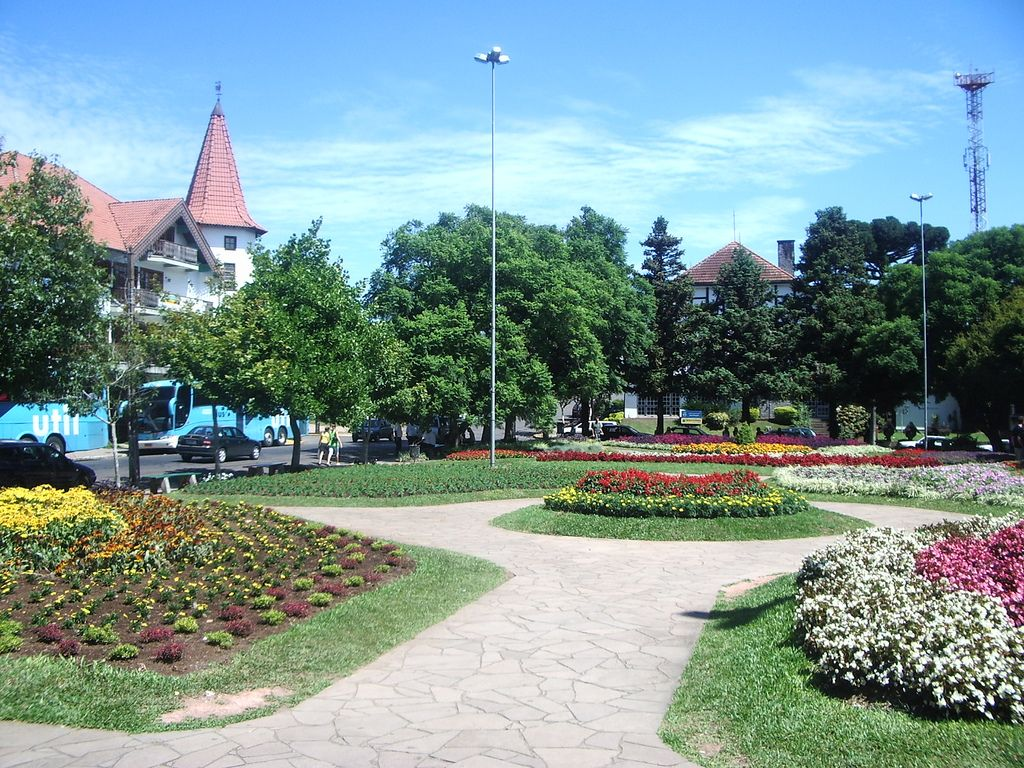
Praça das Flores, em Nova Petrópolis.

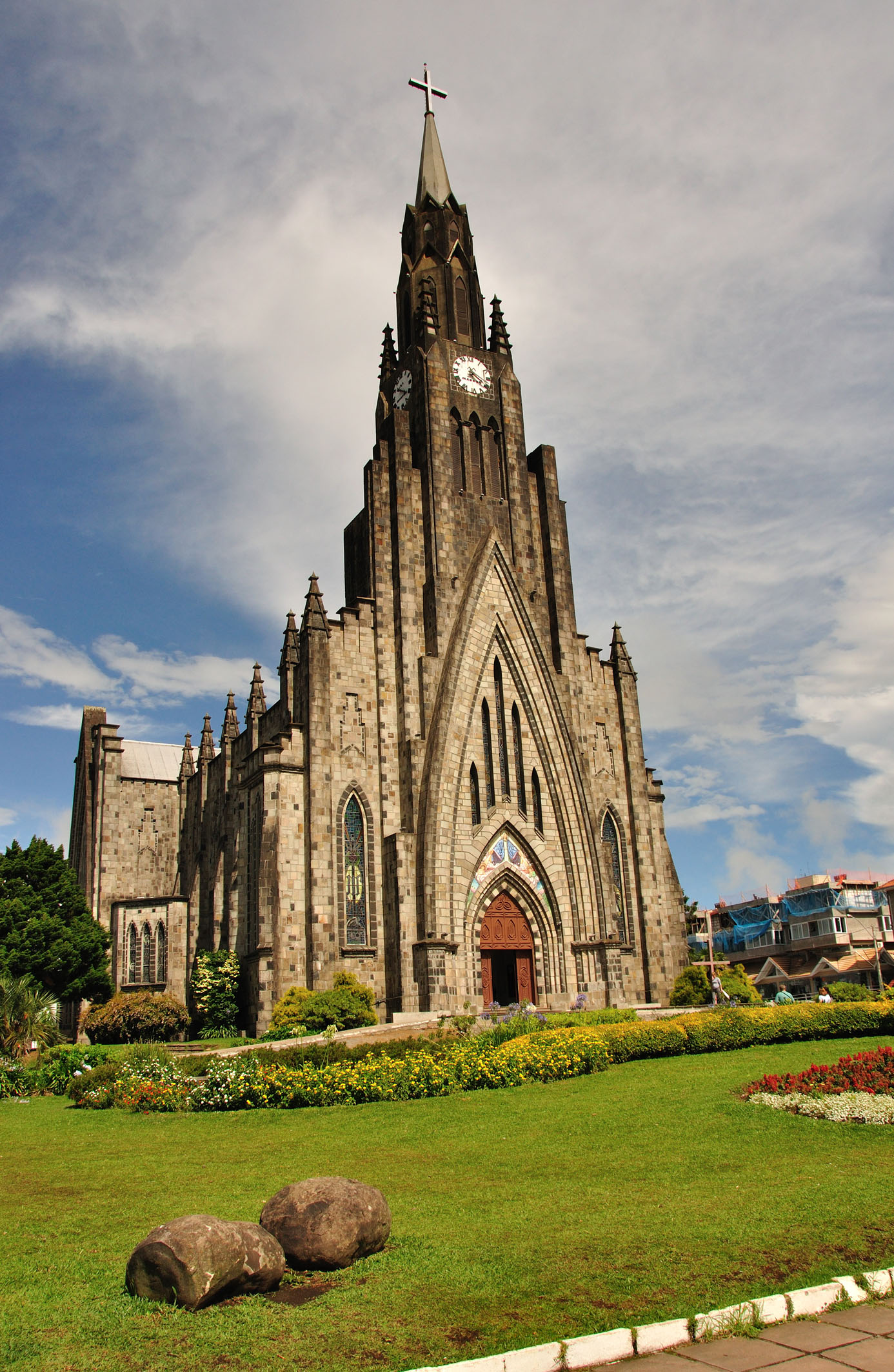
Catedral Nossa Senhora de Lourdes (Catedral de Pedra), em Canela.

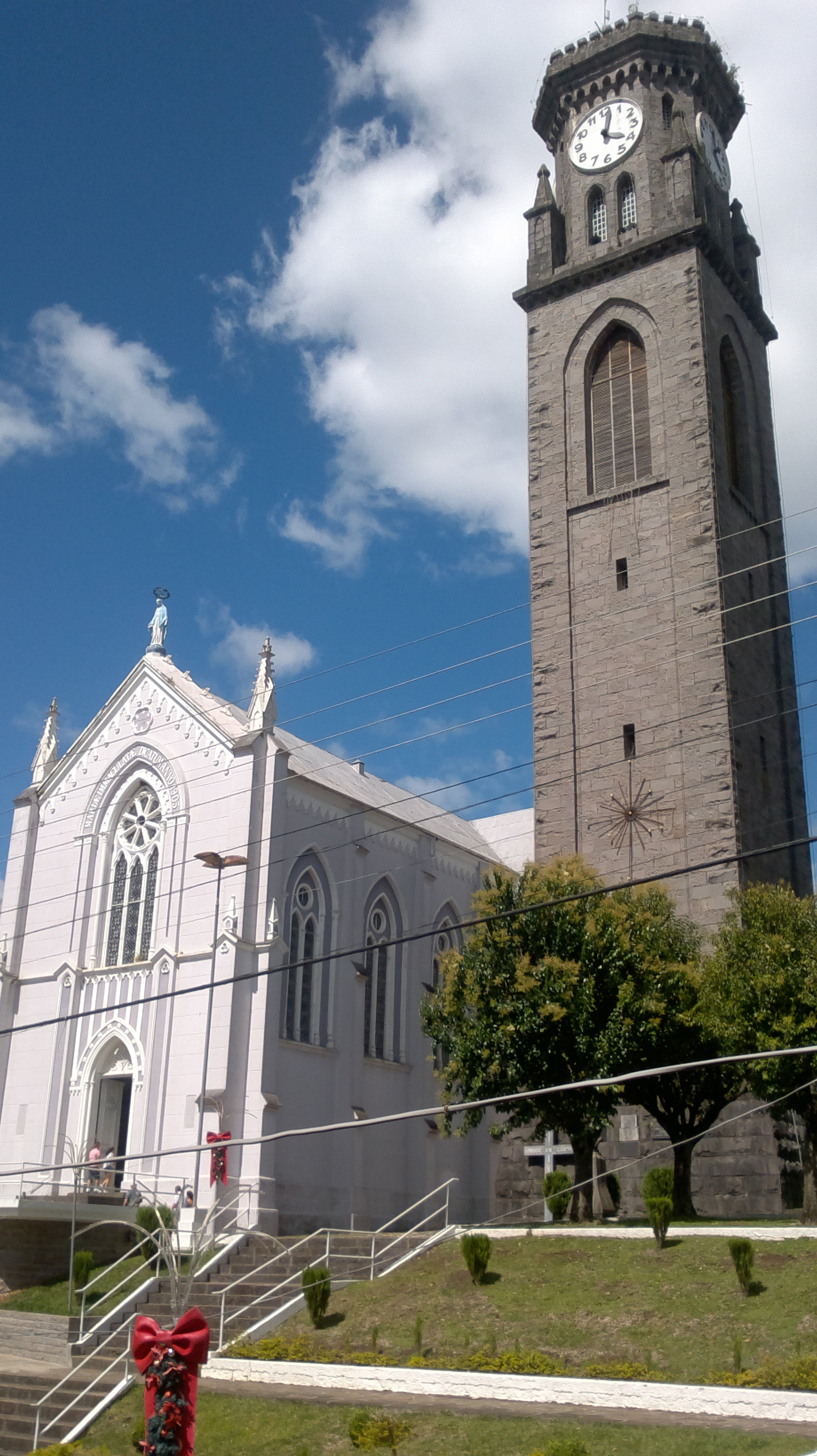
Catedral Nossa Senhora de Lourdes, em Flores da Cunha.

A serra Gaúcha, localmente também conhecida como Serra do Nordeste (para distingui-la da também gaúcha Serra do Sudeste), é um acidente geográfico no nordeste do estado do Rio Grande do Sul, no Brasil. Apresenta características socioculturais específicas, como acentuada influência alemã e italiana, grande produção de uvas e vinho e desenvolvida indústria turística.

## História
A área era habitada por indígenas caingangues desde tempos imemoriais, mas estes foram desalojados violentamente pelos bugreiros, abrindo espaço, no final do século XIX, para que o governo do Império do Brasil decidisse colonizar a região com uma população europeia. Desta forma, milhares de imigrantes, em sua maioria italianos da região do Vêneto e alemães da região do Hunsrück, cruzaram o mar e subiram a serra Gaúcha, desbravando uma área ainda quase inteiramente virgem.
Depois de um início cheio de dificuldades e privações, os imigrantes conseguiram se estabelecer na região, com uma economia baseada inicialmente na exploração de produtos agropecuários, com destaque para a uva e o vinho, cujo sucesso se mede na rápida expansão do comércio e da indústria na primeira metade do século XX. Ao mesmo tempo, as raízes rurais e étnicas da comunidade começaram a perder importância relativa no panorama econômico e cultural, à medida que a urbanização avançava, formando-se uma elite urbana ilustrada e ocorrendo a integração com o resto do Brasil. Durante o primeiro governo do presidente brasileiro Getúlio Vargas, houve uma séria crise entre os imigrantes e seus primeiros descendentes e o meio brasileiro, quando o nacionalismo brasileiro foi enfatizado e as manifestações culturais e políticas de raiz étnica estrangeira foram severamente reprimidas. Depois da Segunda Guerra Mundial, a situação foi apaziguada e brasileiros e estrangeiros passaram a trabalhar concordes para o bem comum.

## Regiões culturais
A região das serras é dividida em três regiões culturais: a gaúcha, a alemã e italiana.

### Região gaúcha
Foi a única região das serras que não sofreu a influência dos imigrantes europeus. Aqui, a cultura gaúcha permanece predominante e se assemelha à dos pampas. Em cidades como Bom Jesus, São Francisco de Paula e São José dos Ausentes, fábricas de couro e características gaúchas, como a criação de gado e a vida no campo, são marcantes, completadas pela paisagem, formada pelos cânions de Itaimbenzinho, Fortaleza e Malacara.

### Região alemã
A região alemã, também chamada de Região das Hortênsias, engloba cidades como Gramado, Canela e Nova Petrópolis. Guarda diversos aspectos da colonização alemã. Os primeiros grupos de imigrantes chegaram da Alemanha na primeira metade do século XIX, porém, a colonização efetiva aconteceu na década de 1850, tendo se concentrado nas encostas das serras. Os imigrantes que aqui chegaram, em sua imensa maioria, eram alemães, oriundos da Renânia (Hunsrück), da Pomerânia, Saxônia, Baviera, Prússia e Boêmia.
Pelo fato de a maior parte dos imigrantes ter vindo do Hunsrück, o dialeto que prevaleceu foi o Hunsrückisch. Ainda hoje, existem muitos falantes da língua alemã nas serras, principalmente nas localidades do interior, embora a maioria hoje em dia fale apenas o português. Além da influência no idioma, os descendentes de alemães preservam as festas e hábitos alimentares, com destaque para o café colonial.

### Região italiana
A região italiana, também chamada de "Pequena Itália", engloba cidades como Farroupilha, Carlos Barbosa, Garibaldi, Bento Gonçalves, Flores da Cunha e Caxias do Sul. Caxias do Sul é a cidade mais populosa da região, mas foi em Farroupilha o ponto de partida da colonização italiana. Essa teve início em 1875, quando ali chegaram os primeiros imigrantes italianos, famílias de Stefano Crippa, Tommaso Radaelli e Luigi Sperafico, sendo considerada o berço italiano do Rio Grande do Sul. 
A cultura é praticamente a mesma da região do Vêneto, região de onde veio a maioria dos imigrantes. O dialeto falado por muitos é o talian, que tem sua origem no Norte da Itália. A produção de uva e vinho, trazida pelos imigrantes, se expandiu por toda a região, tornando-se a base da economia da região italiana do Rio Grande do Sul. Os colonos italianos também trouxeram pratos típicos, que hoje formam a culinária tradicional da região: pratos como sopa de capelete, galeto, polenta frita, radiche com bacon, salada de maionese e massas em geral.

## Geografia
Num estado predominantemente plano como é o Rio Grande do Sul, a serra Gaúcha é o principal acidente geográfico, com altitudes moderadamente altas, de até cerca de 1 300 metros.
A região das serras tem como principais e maiores cidades Caxias do Sul, Farroupilha, Gramado, Canela, Vacaria, Nova Petrópolis, Bento Gonçalves, Carlos Barbosa, Garibaldi, São Francisco de Paula, Antônio Prado, Nova Roma do Sul, Nova Prata, Veranópolis, Bom Jesus, Flores da Cunha, Nova Pádua, São Domingos do Sul, Nova Bassano, Paraí e Nova Araçá, Guaporé, Cotiporã, São Valentim do Sul, Dois Lajeados, Serafina Corrêa, São Jorge, Guabiju, dentre outras.
Os primeiros cerros, elevações de pouca altitude, com menos de 400 metros do nível do mar, começam a ser observados a nordeste de São Francisco de Assis (Rio Grande do Sul), região também influenciada pela colonização italiana, estendendo-se para leste, já com maiores elevações, em direção a Jaguari, norte de São Vicente do Sul, norte de São Pedro do Sul, Santa Maria, Agudo e, a partir daí, se estendendo por completo.

### Clima
Por estar localizada numa zona temperada do Brasil, seu clima é oceânico, com invernos moderadamente frios, verões amenos e chuvas regularmente distribuídas ao longo do ano (representado pela classificação climática de Köppen-Geiger como "Cfb"). Durante o inverno, as temperaturas, com relativa frequência, ficam negativas e, eventualmente, podem ocorrer precipitações de neve, embora as nevadas com acumulações no solo sejam muito raras. Fortes geadas, contudo, são frequentes.

## Turismo
As serras gaúchas tornaram-se um polo turístico, atraindo milhares de pessoas todos os anos. A maior parte dos turistas chegam no inverno, à procura do clima frio. Além do clima, a região possui belas paisagens, formadas por cânions, cascatas e mata de araucária. Existem passeios diversos, como o Mini Mundo, a "Casa do Papai Noel", o Vale dos Vinhedos etc. No final do ano, as cidades se iluminam para receber o Natal. Além disso, a gastronomia da região é muito rica. A sua cultura europeia herdada de imigrantes alemães e italianos recriaram um pedaço da Europa em terras gaúchas.